# Geoogde w-uil
De geoogde w-uil (Lacanobia contigua) is een nachtvlinder uit de familie van de uilen, de Noctuidae.

## Beschrijving
De voorvleugellengte bedraagt tussen de 16 en 19 millimeter. De vlinder heeft een wat marmerachtig uiterlijk, dat tamelijk variabel is. In rust is er op de voorvleugels een kenmerkende lichte V te zien die loopt van de ronde vlekken naar de binnenhoek. Soms breidt die zich uit tot een X door een lichte rand van de voorvleugel.

## Waardplanten
De geoogde w-uil heeft allerlei kruidachtige planten als waardplanten. De soort overwintert als pop.

## Voorkomen
De soort komt voor in de gematigde zone van het Palearctisch gebied. Hij houdt van bos en heide.

### Nederland en België
De geoogde w-uil is in Nederland en België een zeldzame soort. De vlinder kent één generatie die vliegt van mei tot en met juli.